# Nati nel 1995/Agosto
| Questa pagina contiene informazioni ricavate automaticamente dalle voci biografiche con l'ausilio del template Bio e di un bot. L'aggiornamento è periodico e automatico e ricostruisce completamente la pagina. Se manca una persona in questa lista, sei pregato di non aggiungerla, ma accertati piuttosto che la sua voce biografica contenga il template Bio e che i dati anagrafici siano correttamente compilati. Se il template Bio manca, inseriscilo tu stesso o, in alternativa, metti l'avviso {{tmp\|Bio}} che ne segnala la mancanza. Se i dati riportati sono sbagliati, correggi direttamente la voce biografica; le modifiche saranno visibili in questa lista entro pochi giorni. Per chiarimenti vedi il progetto biografie. La lista contiene solo le 455 persone che sono citate nell'enciclopedia e per le quali è stato implementato correttamente il template Bio. Pagina aggiornata al 18 ago 2025. |

- 1º agosto - Ehab Amin, cestista egiziano
- 1º agosto - Madison Cawthorn, politico statunitense
- 1º agosto - Jason Cummings, calciatore scozzese
- 1º agosto - Egor Danilkin, calciatore russo
- 1º agosto - Alessandro Deiola, calciatore italiano
- 1º agosto - Alessia Afi Dipol, ex sciatrice alpina italiana
- 1º agosto - Tiago Esgaio, calciatore portoghese
- 1º agosto - Fousheé, cantautrice statunitense
- 1º agosto - Garrett Gerloff, pilota motociclistico statunitense
- 1º agosto - Arvis Greene, pallavolista statunitense
- 1º agosto - Wolke Janssens, calciatore belga
- 1º agosto - Kim Moon-hwan, calciatore sudcoreano
- 1º agosto - Hiroyuki Mae, calciatore giapponese
- 1º agosto - Leah Neale, nuotatrice australiana
- 1º agosto - Nick Olij, calciatore olandese
- 1º agosto - Tina Punzel, tuffatrice tedesca
- 1º agosto - Beatrice Rigoni, rugbista a 15 italiana
- 1º agosto - Július Szöke, calciatore slovacco
- 1º agosto - Grigorij Tarasevič, nuotatore russo
- 1º agosto - Funa Tonaki, judoka giapponese
- 1º agosto - Marina Silva Tuono, bobbista brasiliana
- 1º agosto - Alex Varnyú, pattinatore di short track ungherese
- 1º agosto - Denis Ventúra, calciatore slovacco
- 1º agosto - Aira Villegas, pugile filippina
- 1º agosto - Elizabeth Wathuti, attivista keniota
- 1º agosto - Jun Woong-tae, pentatleta sudcoreano
- 1º agosto - Hein Thiha Zaw, calciatore birmano
- 2 agosto - Dominic Ball, calciatore inglese
- 2 agosto - Jordi Calavera, calciatore spagnolo
- 2 agosto - Filippa Curmark, calciatrice svedese
- 2 agosto - Han Mi-jin, judoka sudcoreano
- 2 agosto - Mathias Hebo, calciatore danese
- 2 agosto - Katsuya Motoki, goista giapponese
- 2 agosto - Omar Jumaa, calciatore emiratino
- 2 agosto - Recep Niyaz, calciatore turco
- 2 agosto - Foyesade Oluokun, giocatore di football americano statunitense
- 2 agosto - Kristaps Porziņģis, cestista lettone
- 2 agosto - Hard GZ, rapper spagnolo
- 2 agosto - Nicolás Samayoa, calciatore guatemalteco
- 2 agosto - Song Duan, calciatrice cinese
- 2 agosto - Ezequiel Vidal, calciatore argentino
- 3 agosto - Veronique Brayda, calciatrice italiana
- 3 agosto - Enrico Brazzale, mezzofondista italiano
- 3 agosto - Cezinando, rapper e cantante norvegese
- 3 agosto - Ahmed El Messaoudi, calciatore belga
- 3 agosto - Charlie Goode, calciatore inglese
- 3 agosto - David Hürten, attore tedesco
- 3 agosto - Victoria Kan, tennista uzbeka
- 3 agosto - Clara Koppenburg, ciclista su strada tedesca
- 3 agosto - Kelan Martin, cestista statunitense
- 3 agosto - Jeppe Moe, ex calciatore norvegese
- 3 agosto - Kendrick Nunn, cestista statunitense
- 3 agosto - Hikaru Ōe, ex snowboarder giapponese
- 3 agosto - Oleksandr Chyžnjak, pugile ucraino
- 3 agosto - Il'ja Vlasov, pallavolista russo
- 4 agosto - Kendrick Bourne, giocatore di football americano statunitense
- 4 agosto - Maiky Fecunda, calciatore olandese
- 4 agosto - Aldayr Hernández, calciatore colombiano
- 4 agosto - Thutmose, rapper e cantante statunitense
- 4 agosto - Andrej Kotnik, calciatore sloveno
- 4 agosto - Bruna Marquezine, attrice e modella brasiliana
- 4 agosto - Xavier Mous, ex calciatore olandese
- 4 agosto - Fredriech Pretorius, multiplista sudafricano
- 4 agosto - Deinner Quiñónez, calciatore colombiano
- 4 agosto - Jessica Sanchez, cantante statunitense
- 4 agosto - Il'ja Sorokin, hockeista su ghiaccio russo
- 4 agosto - Marko Tejić, cestista serbo
- 4 agosto - Andreas Vindheim, calciatore norvegese
- 4 agosto - James Weir, ex calciatore inglese
- 4 agosto - İrem Yaman, taekwondoka turca
- 4 agosto - Matías Zaldívar, calciatore argentino
- 5 agosto - Scott Davies, ex ciclista su strada britannico
- 5 agosto - Marian Enache, canottiere rumeno
- 5 agosto - Leonardo Flores, calciatore venezuelano
- 5 agosto - Aleksandr Gan'kevič, cestista russo
- 5 agosto - Kylian Hazard, calciatore belga
- 5 agosto - Pierre-Emile Højbjerg, calciatore danese
- 5 agosto - Ziortza Isasi, ciclista su strada e pistard spagnola
- 5 agosto - Nick King, cestista statunitense
- 5 agosto - Jakob Lange, combinatista nordico tedesco
- 5 agosto - Jesper Manns, calciatore svedese
- 5 agosto - Boitumelo Masilo, mezzofondista botswano
- 5 agosto - Maria Naganawa, doppiatrice giapponese
- 5 agosto - Roberto Orlando, giavellottista italiano
- 5 agosto - Radovan Pankov, calciatore serbo
- 5 agosto - Ethan Pocic, giocatore di football americano statunitense
- 5 agosto - Henrik Røa, sciatore alpino norvegese
- 5 agosto - Stefano Sensi, calciatore italiano
- 5 agosto - Marcos Guilherme, calciatore brasiliano
- 6 agosto - Admir Bajrovic, calciatore svedese
- 6 agosto - Andrezinho, calciatore portoghese
- 6 agosto - Manfred Fischer, calciatore austriaco
- 6 agosto - Amy Forsyth, attrice canadese
- 6 agosto - Michaela Heider, ex sciatrice alpina e sciatrice freestyle austriaca
- 6 agosto - Kareem Hunt, giocatore di football americano statunitense
- 6 agosto - Hussein Ishaish, pugile giordano
- 6 agosto - Janice Monakana, cestista britannica
- 6 agosto - Rebecca Peterson, tennista svedese
- 6 agosto - Rim Song Sim, judoka nordcoreana
- 6 agosto - Joshua Tapscott, giocatore di football americano statunitense
- 6 agosto - Aleksandăr Vezenkov, cestista bulgaro
- 6 agosto - Ulla Zirne, slittinista lettone
- 7 agosto - Abat Aýımbetov, calciatore kazako
- 7 agosto - Alessandro Bellemo, calciatore italiano
- 7 agosto - Nicolas Bürgy, calciatore svizzero
- 7 agosto - Sasha Calle, attrice statunitense
- 7 agosto - Aljaž Dvornik, sciatore alpino sloveno
- 7 agosto - Florian Grillitsch, calciatore austriaco
- 7 agosto - Jarosław Kubicki, calciatore polacco
- 7 agosto - Li Zhesi, nuotatrice cinese
- 7 agosto - Antonio Mance, calciatore croato
- 7 agosto - Denis Nikiša, pattinatore di short track kazako
- 7 agosto - Gligorije Rakočević, cestista montenegrino
- 7 agosto - Iselin Solheim, lottatrice norvegese
- 7 agosto - Kris Statlander, wrestler statunitense
- 7 agosto - Laura de Witte, velocista olandese
- 7 agosto - Ionuț Șerban, calciatore rumeno
- 8 agosto - Lorena Aires, altista uruguaiana
- 8 agosto - Caleb Antill, canottiere australiano
- 8 agosto - Jackson Barton, giocatore di football americano statunitense
- 8 agosto - Carlos Cermeño, calciatore venezuelano
- 8 agosto - Jack Cleary, canottiere australiano
- 8 agosto - Daniel Hamilton, cestista statunitense
- 8 agosto - Bucky Hodges, giocatore di football americano statunitense
- 8 agosto - Hendrik Jebens, tennista tedesco
- 8 agosto - Lukas Meisner, cestista tedesco
- 8 agosto - Anton Odabasi, ex cestista finlandese
- 8 agosto - Il'ja Poroškin, fondista russo
- 8 agosto - Giddy Potts, cestista statunitense
- 8 agosto - Jérôme Prior, calciatore francese
- 8 agosto - Malin Reitan, cantante norvegese
- 8 agosto - Netiporn Sanesangkhom, attivista e politica thailandese († 2024)
- 8 agosto - Brady Skeens, cestista statunitense
- 8 agosto - Emre Taşdemir, calciatore turco
- 8 agosto - Ludovico Tersigni, attore italiano
- 8 agosto - Anthony Walker Jr., giocatore di football americano statunitense
- 9 agosto - Eli Apple, giocatore di football americano statunitense
- 9 agosto - Lucas Cháves, calciatore argentino
- 9 agosto - Arnaud Cotture, cestista svizzero
- 9 agosto - Erik Granat, calciatore svedese
- 9 agosto - Dylan Hoogerwerf, pattinatore di short track olandese
- 9 agosto - Lee Moore, cestista statunitense
- 9 agosto - Tyler Nelson, cestista statunitense
- 9 agosto - Justice Smith, attore statunitense
- 9 agosto - Luca-Milan Zander, calciatore tedesco
- 10 agosto - Heidar Aegisson, calciatore islandese
- 10 agosto - Saïd Benrahma, calciatore algerino
- 10 agosto - Mike-Steven Bähre, calciatore tedesco
- 10 agosto - Selçuk Can, lottatore turco
- 10 agosto - Rémi Cavagna, ciclista su strada francese
- 10 agosto - Dalvin Cook, giocatore di football americano statunitense
- 10 agosto - Cristiana Ferrando, tennista italiana
- 10 agosto - Bethany Galat, ex nuotatrice statunitense
- 10 agosto - Sarah Beth Grey, tennista britannica
- 10 agosto - Zurian Hechavarría, ostacolista e velocista cubana
- 10 agosto - Nijaz Il'jasov, judoka russo
- 10 agosto - Vasileios Papafōtīs, calciatore cipriota
- 10 agosto - Yusmandy Paz, tuffatore cubano
- 10 agosto - Denis Pineda, calciatore salvadoregno
- 10 agosto - Hossain Rasouli, atleta paralimpico afghano
- 10 agosto - Sergej Semënov, lottatore russo
- 10 agosto - Lawrence Shankland, calciatore scozzese
- 10 agosto - Silvester Shkalla, calciatore albanese
- 11 agosto - Brad Binder, pilota motociclistico sudafricano
- 11 agosto - Jordin Canada, cestista statunitense
- 11 agosto - Tiago Casasola, calciatore argentino
- 11 agosto - Michael Chavis, giocatore di baseball statunitense
- 11 agosto - Ben Davies, calciatore inglese
- 11 agosto - Nikolina Džebo, cestista bosniaca
- 11 agosto - Charlie Eastwood, pilota automobilistico irlandese
- 11 agosto - Umberto Esposito, pallanuotista italiano
- 11 agosto - Andreas Hansen, calciatore danese
- 11 agosto - Johanelis Herrera Abreu, velocista italiana
- 11 agosto - Rabia Jendoubi, karateka italiano
- 11 agosto - Madeline Juno, cantautrice tedesca
- 11 agosto - Quinn, calciatrice canadese
- 11 agosto - Yuman, cantautore italiano
- 11 agosto - Tang Xingqiang, velocista cinese
- 11 agosto - Alessandro Verona, hockeista su pista italiano
- 11 agosto - Luca Vildoza, cestista argentino
- 11 agosto - Tierra Whack, rapper e cantautrice statunitense
- 12 agosto - Sara Ali Khan, attrice indiana
- 12 agosto - Martha Bayona, pistard colombiana
- 12 agosto - Ryan Coetzee, nuotatore sudafricano
- 12 agosto - Andy Cruz, pugile cubano
- 12 agosto - Diego Cuglietta, hockeista su ghiaccio canadese
- 12 agosto - Dominik Czaja, canottiere polacco
- 12 agosto - Finn Delany, cestista neozelandese
- 12 agosto - Jean-Luc Dompé, calciatore francese
- 12 agosto - Nickolas Dlamini, ciclista su strada sudafricano
- 12 agosto - Jevgeņijs Kazačoks, calciatore lettone
- 12 agosto - Grejohn Kyei, calciatore francese
- 12 agosto - Marco Magnabosco, hockeista su ghiaccio italiano
- 12 agosto - Murad Məmmədov, lottatore azero
- 12 agosto - Margherita Panziera, nuotatrice italiana
- 12 agosto - Chaska Rémy Perron, giocatore di football americano francese
- 12 agosto - Luciano Recalde, calciatore argentino
- 12 agosto - Synne Skinnes Hansen, calciatrice norvegese
- 12 agosto - Alex Succar, calciatore peruviano
- 12 agosto - Sun Wei, ginnasta cinese
- 12 agosto - Lee Yang, giocatore di badminton taiwanese
- 12 agosto - Wang Chi-lin, giocatore di badminton taiwanese
- 12 agosto - Rade Zagorac, cestista serbo
- 13 agosto - Haashim Domingo, calciatore sudafricano
- 13 agosto - Pieter Gerkens, calciatore belga
- 13 agosto - Chris Jones, giocatore di football americano statunitense
- 13 agosto - Presnel Kimpembe, calciatore francese
- 13 agosto - Luke Montebello, calciatore maltese
- 13 agosto - Irakli Mtsituri, lottatore georgiano
- 13 agosto - Bighead, produttore discografico e disc jockey statunitense
- 13 agosto - Emilia Nova, ostacolista indonesiana
- 13 agosto - Jelena Čanković, calciatrice serba
- 14 agosto - Joshua, cantautore italiano
- 14 agosto - Álvaro Campuzano, calciatore paraguaiano
- 14 agosto - Montaigne, cantante australiana
- 14 agosto - Matías Fernández, calciatore cileno
- 14 agosto - Joanic Grüttner Bacoul, cestista tedesco
- 14 agosto - Léolia Jeanjean, tennista francese
- 14 agosto - Marcus Kemp, giocatore di football americano statunitense
- 14 agosto - Harriet Ottewill-Soulsby, cestista britannica
- 14 agosto - Pavel Pankov, pallavolista russo
- 14 agosto - Filippo Tagliani, ciclista su strada italiano
- 14 agosto - Giulia Terzi, nuotatrice italiana
- 15 agosto - Jorge Ayala, calciatore uruguaiano
- 15 agosto - Carlos Alberto Carvalho da Silva Júnior, calciatore brasiliano
- 15 agosto - Aidan Connolly, calciatore scozzese
- 15 agosto - Chief Keef, rapper e produttore discografico statunitense
- 15 agosto - Nicole Cruz, pallavolista portoricana
- 15 agosto - Isaac Donkor, calciatore ghanese
- 15 agosto - Georgemy Gonçalves, calciatore brasiliano
- 15 agosto - Aleksandar Katanić, calciatore serbo
- 15 agosto - Tawan Kedkong, modella thailandese
- 15 agosto - Terry Larrier, cestista statunitense
- 15 agosto - Manuel Martic, calciatore austriaco
- 15 agosto - Yui Ogura, cantante e doppiatrice giapponese
- 15 agosto - Sam Oomen, ciclista su strada olandese
- 15 agosto - Prokop Slanina, ex cestista ceco
- 15 agosto - Tommy Thompson, calciatore statunitense
- 15 agosto - Drue Tranquill, giocatore di football americano statunitense
- 15 agosto - Zhao Shuai, taekwondoka cinese
- 16 agosto - Salvatore Cavallaro, pugile italiano
- 16 agosto - Quinn Dornstauder, cestista canadese
- 16 agosto - Borja Fernández, calciatore spagnolo
- 16 agosto - Heo Hun, cestista sudcoreano
- 16 agosto - Mohd Irfan, discobolo malaysiano
- 16 agosto - Josip Juranović, calciatore croato
- 16 agosto - Manu Lecomte, cestista belga
- 16 agosto - Ajuma Nasenyana, modella keniota
- 16 agosto - David Niepsuj, calciatore tedesco
- 16 agosto - Terézia Páleníková, cestista slovacca
- 16 agosto - Marco Schwarz, sciatore alpino austriaco
- 16 agosto - V″jačeslav Tankovs'kyj, calciatore ucraino
- 16 agosto - James Young, cestista statunitense
- 17 agosto - Rasmus Alm, calciatore svedese
- 17 agosto - Caterina Cialfi, ex pallavolista italiana
- 17 agosto - Francesca Fangio, nuotatrice italiana
- 17 agosto - Juan Ibiza, calciatore spagnolo
- 17 agosto - Tomislav Gabrić, cestista croato
- 17 agosto - Gracie Gold, pattinatrice artistica su ghiaccio statunitense
- 17 agosto - Lukas Grgic, calciatore austriaco
- 17 agosto - Vivian Jovanni, attrice e ex modella statunitense
- 17 agosto - Pepe López, pilota di rally spagnolo
- 17 agosto - Luke Petrasek, cestista statunitense
- 17 agosto - Waldo Rubio, calciatore spagnolo
- 17 agosto - Nicholas Suppa, giocatore di football americano tedesco
- 17 agosto - Morné Van Niekerk, ciclista su strada e pistard sudafricano
- 17 agosto - Georgia Ward, tuffatrice britannica
- 17 agosto - Jonah Williams, giocatore di football americano statunitense
- 17 agosto - Marcos Wilson da Silva, calciatore brasiliano
- 18 agosto - Jerome Blake, velocista canadese
- 18 agosto - Subashish Bose, calciatore indiano
- 18 agosto - Martí Casas, hockeista su pista spagnolo
- 18 agosto - Alexa Davies, attrice gallese
- 18 agosto - Daniel Holzer, calciatore ceco
- 18 agosto - Vincenzo Messina, attore italiano
- 18 agosto - Dani Ndi, calciatore camerunese
- 18 agosto - Stefano Paternò, artista marziale misto italiano
- 18 agosto - Parker McKenna Posey, attrice statunitense
- 18 agosto - Lamont Roach Jr., pugile statunitense
- 18 agosto - Shahab Zahedi, calciatore iraniano
- 19 agosto - Lukas Aukštikalnis, cestista lituano
- 19 agosto - Xavier Cooks, cestista australiano
- 19 agosto - Juan Francisco Guevara, pilota motociclistico spagnolo
- 19 agosto - Seth Hellberg, calciatore svedese
- 19 agosto - Bona, cantante e attrice sudcoreana
- 19 agosto - Júnior Lacayo, calciatore honduregno
- 19 agosto - Cristiano Lombardi, allenatore di calcio e ex calciatore italiano
- 19 agosto - Queensy Menig, calciatore olandese
- 19 agosto - Friedelinde Petershofen, astista tedesca
- 19 agosto - Aleksandra Stepanova, danzatrice su ghiaccio russa
- 19 agosto - Izzy Tandir, ex calciatore bosniaco
- 19 agosto - Harry Toffolo, calciatore inglese
- 19 agosto - Velveteen Dream, wrestler statunitense
- 19 agosto - Soeuy Visal, calciatore cambogiano
- 19 agosto - Xu Jiayu, nuotatore cinese
- 19 agosto - Aleksandar Šušnjar, calciatore australiano
- 20 agosto - Anna Danilina, tennista russa
- 20 agosto - Julian Jordan, disc jockey e produttore discografico olandese
- 20 agosto - Liana Liberato, attrice statunitense
- 20 agosto - Luis Manuel Orejuela, calciatore colombiano
- 20 agosto - Marius Probst, mezzofondista tedesco
- 20 agosto - Facundo Rodríguez, calciatore uruguaiano
- 20 agosto - Morris Schröter, calciatore tedesco
- 20 agosto - Arslan Ash, videogiocatore pakistano
- 20 agosto - Douglas de Souza, pallavolista brasiliano
- 21 agosto - Kwan Cheatham, cestista statunitense
- 21 agosto - Svjatoslav Georgievskij, calciatore russo
- 21 agosto - Shady Habash, fotografo e regista egiziano († 2020)
- 21 agosto - Bruno Paulista, ex calciatore brasiliano
- 21 agosto - Tilen Klemenčič, calciatore sloveno
- 21 agosto - Dominik Kubalík, hockeista su ghiaccio ceco
- 21 agosto - Erica McCall, cestista statunitense
- 21 agosto - Everton Pereira, calciatore brasiliano
- 21 agosto - Agustín Rossi, calciatore argentino
- 21 agosto - Maximilian Wittek, calciatore tedesco
- 21 agosto - Cem İlkel, tennista turco
- 22 agosto - Lulu Antariksa, attrice statunitense
- 22 agosto - Pedro Aparício, calciatore portoghese
- 22 agosto - Ante Bajic, calciatore austriaco
- 22 agosto - Diana Bulimar, ginnasta rumena
- 22 agosto - Tra-Deon Hollins, cestista statunitense
- 22 agosto - Huang Wenpan, nuotatore cinese († 2018)
- 22 agosto - Rashard Kelly, cestista statunitense
- 22 agosto - Kim A-lang, pattinatrice di short track sudcoreana
- 22 agosto - Sinphet Kruaithong, sollevatore thailandese
- 22 agosto - Dua Lipa, cantante e compositrice britannica
- 22 agosto - Alexandra Lunca, calciatrice rumena
- 22 agosto - Aristote Madiani, calciatore francese
- 22 agosto - Lea Miletić, cestista croata
- 22 agosto - Renato Punyed, calciatore nicaraguense
- 22 agosto - Björn Rohwer, cestista tedesco
- 22 agosto - Jonnu Smith, giocatore di football americano statunitense
- 23 agosto - Brooke Andersen, martellista statunitense
- 23 agosto - Rolandas Baravykas, calciatore lituano
- 23 agosto - Kevin Broll, calciatore tedesco
- 23 agosto - Chrissy Costanza, cantautrice statunitense
- 23 agosto - David Djigla, calciatore beninese
- 23 agosto - Pará, calciatore brasiliano
- 23 agosto - Edith Frances, cantautrice canadese
- 23 agosto - Răzvan Grădinaru, calciatore rumeno
- 23 agosto - Shinnosuke Hatanaka, calciatore giapponese
- 23 agosto - Vlada Kubassova, calciatrice estone
- 23 agosto - Gabriela Lee, tennista romena
- 23 agosto - Cecilie Uttrup Ludwig, ciclista su strada danese
- 23 agosto - Nahuel Luján, calciatore argentino
- 23 agosto - Trace McSorley, giocatore di football americano statunitense
- 23 agosto - Kenny Moore, giocatore di football americano statunitense
- 23 agosto - Cameron Norrie, tennista britannico
- 23 agosto - Mattie Rogers, sollevatrice statunitense
- 23 agosto - Dani Romera, calciatore spagnolo
- 23 agosto - Milan Šimčák, calciatore slovacco
- 24 agosto - Wellington Daniel Bueno, calciatore brasiliano
- 24 agosto - Andrea Carpenzano, attore italiano
- 24 agosto - Anna Doi, velocista giapponese
- 24 agosto - Jay Litherland, nuotatore statunitense
- 24 agosto - Conor McMenamin, calciatore nordirlandese
- 24 agosto - Tobias Mohr, calciatore tedesco
- 24 agosto - Taya Reimer, cestista statunitense
- 24 agosto - Jair Santiago, pallavolista portoricano
- 24 agosto - Justine Skye, cantautrice, rapper e attrice statunitense
- 24 agosto - Cammy Smith, calciatore scozzese
- 24 agosto - Greta Streimikyte, atleta paralimpica irlandese
- 24 agosto - Noah Vonleh, cestista statunitense
- 24 agosto - Wenwen Han, attrice e violinista cinese
- 24 agosto - Hampus Zackrisson, calciatore svedese
- 24 agosto - Camille de Serres-Rainville, pattinatrice di short track canadese
- 24 agosto - Sina Özer, attore turco
- 25 agosto - Luis Amarilla, calciatore paraguaiano
- 25 agosto - Arianna Cencig, calciatrice italiana
- 25 agosto - Jack Elliott, calciatore inglese
- 25 agosto - Ludvig Fritzson, calciatore svedese
- 25 agosto - Ǵorgi Stoilov, calciatore macedone
- 25 agosto - Rebecca Holloway, calciatrice nordirlandese
- 25 agosto - Zoran Josipovic, calciatore svizzero
- 25 agosto - Marquise Moore, cestista statunitense
- 25 agosto - Samir Məsimov, calciatore azero
- 25 agosto - Ong Seong-wu, cantante e attore sudcoreano
- 25 agosto - Josh Perkins, cestista statunitense
- 25 agosto - Mark Stewart, pistard e ciclista su strada britannico
- 25 agosto - Tabitha Tindell, calciatrice statunitense
- 25 agosto - Hedvig Wessel, sciatrice freestyle norvegese
- 25 agosto - Zhao Jiwei, cestista cinese
- 25 agosto - Jevhen Čumak, calciatore ucraino
- 26 agosto - Gracie Dzienny, attrice statunitense
- 26 agosto - Amalie Eikeland, calciatrice norvegese
- 26 agosto - Marvin Ekpiteta, calciatore inglese
- 26 agosto - Justin Evans, giocatore di football americano statunitense
- 26 agosto - Alexander Fathoullin, pattinatore di short track canadese
- 26 agosto - Desirèe Henry, velocista britannica
- 26 agosto - Sullay Kaikai, calciatore sierraleonese
- 26 agosto - Jimmy Moreland, giocatore di football americano statunitense
- 26 agosto - Darya Naumava, sollevatrice bielorussa
- 26 agosto - Gabriel Okechukwu, ex calciatore nigeriano
- 26 agosto - Mattia Padovani, mezzofondista italiano
- 26 agosto - Lukas Ruoss, giocatore di football americano e allenatore di football americano svizzero
- 26 agosto - Ryan Santoso, giocatore di football americano statunitense
- 26 agosto - Martín Silvera, ex calciatore uruguaiano
- 26 agosto - Anna-Nikī Stamolamprou, cestista greca
- 26 agosto - Herman Stengel, calciatore norvegese
- 26 agosto - Solomon Thomas, giocatore di football americano statunitense
- 26 agosto - Sondre Tronstad, calciatore norvegese
- 26 agosto - Miloš Vučić, ex calciatore montenegrino
- 26 agosto - Hannah van der Westhuysen, attrice britannica
- 26 agosto - Therese Sessy Åsland, calciatrice norvegese
- 27 agosto - Adam Örn Arnarson, calciatore islandese
- 27 agosto - Egzon Binaku, calciatore svedese
- 27 agosto - Ragnhild Femsteinevik, biatleta norvegese
- 27 agosto - Reda Kharchouch, calciatore olandese
- 27 agosto - Lin Chaopan, ginnasta cinese
- 27 agosto - Jessie Mei Li, attrice britannica
- 27 agosto - Saori Miyazaki, cestista giapponese
- 27 agosto - Skye Nicolson, pugile australiana
- 27 agosto - Lovre Rogić, calciatore croato
- 27 agosto - Usman Sale, calciatore nigeriano
- 27 agosto - Sergej Sirotkin, pilota automobilistico russo
- 27 agosto - Smolasty, rapper polacco
- 28 agosto - Jeremy Dudziak, calciatore tedesco
- 28 agosto - Federico Liberatore, sciatore alpino italiano
- 28 agosto - Phillip Mango, calciatore e giocatore di calcio a 5 salomonese
- 28 agosto - Drimer, rapper italiano
- 28 agosto - Erisa Sekisambu, calciatore ugandese
- 28 agosto - Cristian Souza, calciatore uruguaiano
- 28 agosto - Gustavo Viera, calciatore paraguaiano
- 28 agosto - Andreas Wellinger, saltatore con gli sci tedesco
- 29 agosto - Paris Bass, cestista statunitense
- 29 agosto - Rasul Douglas, giocatore di football americano statunitense
- 29 agosto - Dániel Gera, calciatore ungherese
- 29 agosto - Vladislav Kamilov, calciatore russo
- 29 agosto - Ryūta Koike, calciatore giapponese
- 29 agosto - Filip Krovinović, calciatore croato
- 29 agosto - Ėmina Malagič, pattinatrice di short track russa
- 29 agosto - Pasquale Morelli, giocatore di football americano italiano
- 29 agosto - Kartal Özmızrak, cestista turco
- 29 agosto - Rafał Szymura, pallavolista polacco
- 30 agosto - Andrea Agrusti, marciatore italiano
- 30 agosto - Dwayne Bacon, cestista statunitense
- 30 agosto - Douglas Jardel, calciatore brasiliano
- 30 agosto - Sophie Brunner, ex cestista statunitense
- 30 agosto - Chen Dequan, pattinatore di short track cinese
- 30 agosto - Sofia Ennaoui, mezzofondista polacca
- 31 agosto - Bolade Ajomale, velocista canadese
- 31 agosto - Luka Beljanski, giocatore di football americano serbo
- 31 agosto - Dávid Bobál, calciatore ungherese
- 31 agosto - Gergely Bobál, calciatore ungherese
- 31 agosto - Martijn Budding, ciclista su strada e ciclocrossista olandese
- 31 agosto - Giovanni Carboni, ciclista su strada italiano
- 31 agosto - John D'Leo, attore statunitense
- 31 agosto - Celine Helgemo, cantante norvegese
- 31 agosto - Jelle van der Heyden, calciatore olandese
- 31 agosto - Tim Kleindienst, calciatore tedesco
- 31 agosto - Jourdan Lewis, giocatore di football americano statunitense
- 31 agosto - Tayler Persons, cestista statunitense
- 31 agosto - Carlos Rosel, calciatore messicano
- 31 agosto - Sergio Samitier, ciclista su strada spagnolo
- 31 agosto - Magda Wiet-Hénin, taekwondoka francese